# Хоротокиятская волость
Хоротокиятская волость — административно-территориальная единица в составе Евпаторийского уезда Таврической губернии. Образована 8 (20) октября 1802 года как часть губернии, при реорганизации административного деления Таврической области, в основном, на территории бывшего Мангытского кадылыка Козловского каймаканства.
Волость располагалась в степной части Крыма, занимая пространство, примерно, между старинным трактом на Перекоп и условно — меридианом озера Донузлав (в основном, территория современных: южной части Раздольненского, север Сакского и запад Первомайского районов. Отличалась малочисленностью населения в деревнях — лишь в одной население превышало 150 человек, подавляющее большинство составляли крымские татары — 4 263 человека из общего числа в 4 530 жителей на время ревизии, проживавших в 54 деревнях.

## Состав и население волости на октябрь 1805 года
Волость просуществовала до 1829 года, когда, согласно «Ведомости о казённых волостях Таврической губернии» от 31 августа 1829 года, была, практически без изменений, преобразована в Аксакал-Меркитскую волость того же уезда. В 1860-х годах, после земской реформы Александра II, большинство селений приписали к Биюк-Асской волости.
Вследствие большой эмиграции степных татар в Османскую империю многие деревни, упомянутые в списке 1805 года, отпустели и исчезли (некоторых нет уже на карте 1817 года).